# Coupe de Grèce masculine de handball
La Coupe de Grèce masculine de handball est compétition organisée par Fédération grecque de handball créée en 1982.

## Palmarès
Le palmarès est :
| Année | Vainqueur                 | Score      | Finaliste                         |
| ----- | ------------------------- | ---------- | --------------------------------- |
| 1983  | Byzantin AC (en)          | 19 – 16    | Athinaïkós                        |
| 1984  | Byzantin AC (en)          | 21 – 19    | Archélaos Katerini                |
| 1985  | AS Fílippos Véria         | 20 – 19    | Néa Elvetia                       |
| 1986  | Ionikós de Néa Filadélfia | 23 – 21    | ASE Douka                         |
| 1987  | Ionikós de Néa Filadélfia | 31 – 20    | ASE Douka                         |
| 1988  | Ionikós de Néa Filadélfia | 23 – 19    | Athinaïkós                        |
| 1989  | Ionikós de Néa Filadélfia | 22 – 19    | AS Fílippos Véria                 |
| 1990  | Archélaos Katerini        | 27 – 21    | ASE Douka                         |
| 1991  | AS Fílippos Véria         | 30 – 23    | ESN Vrilissia                     |
| 1992  | AS Fílippos Véria         | 28 – 24    | GE Véria                          |
| 1993  | Ionikós de Néa Filadélfia | 34 – 33ap  | Archélaos Katerini                |
| 1994  | Archélaos Katerini        | 27 – 25    | Ionikós de Néa Filadélfia         |
| 1995  | AS Xini                   | 30 – 29a2p | AS Fílippos Véria                 |
| 1996  | ESN Vrilissia             | 22 – 21    | Archélaos Katerini                |
| 1997  | Athinaïkós                | 26 – 24    | AS Xini                           |
| 1998  | ASE Douka                 | 29 – 25ap  | Athinaïkós                        |
| 1999  | ASE Douka                 | 21 – 18    | GAS Kilkis                        |
| 2000  | Panellínios Athènes       | 24 – 18    | Archélaos Katerini                |
| 2001  | Panellínios Athènes       | 20 – 16    | Ionikós de Néa Filadélfia         |
| 2002  | Panellínios Athènes       | 20 – 17    | Ionikós de Néa Filadélfia         |
| 2003  | AS Fílippos Véria         | 32 – 31a2p | Ionikós de Néa Filadélfia         |
| 2004  | GAS Kilkis                | 29 – 27    | ASE Douka                         |
| 2005  | Athinaïkós                | 25 – 19    | GAS Kilkis                        |
| 2006  | Athinaïkós                | 26 – 24    | Panellínios Athènes               |
| 2007  | AS Fílippos Véria         | 29 – 26    | Panellínios Athènes               |
| 2008  | ASE Douka                 | 25 – 24    | Panellínios Athènes               |
| 2009  | AEK Athènes               | 33 – 31a2p | AS Fílippos Véria                 |
| 2010  | ASE Douka                 | 26 – 23    | ESN Vrilissia                     |
| 2011  | ESN Vrilissia             | 19 – 18    | AEK Athènes                       |
| 2012  | PAOK Salonique            | 25 – 24    | AEK Athènes                       |
| 2013  | AEK Athènes               | 27 – 23    | PAOK Salonique                    |
| 2014  | AEK Athènes               | 18 – 16    | AC Diomidis Argous                |
| 2015  | PAOK Salonique            | 29 – 27    | AEK Athènes                       |
| 2016  | AS Fílippos Véria         | 21 – 19    | ASE Douka                         |
| 2017  | PAOK Salonique            | 25 – 23    | Panellínios Athènes               |
| 2018  | Olympiakos Le Pirée       | 26 – 22    | ASE Douka                         |
| 2019  | Olympiakos Le Pirée       | 23 – 13    | AEK Athènes                       |
| 2020  | -                         | Annulée    | AEK Athènes et AC Diomidis Argous |
| 2021  | AEK Athènes               | 24 – 22    | PAOK Salonique                    |
| 2022  | AESH Pylaia Salonique     | 21 – 20    | AEK Athènes                       |
| 2023  | Olympiakos Le Pirée       | 29 – 28    | ASE Douka                         |
| 2024  | PAOK Salonique            | 21 – 20    | Drama 1986                        |

## Tableau d'honneur
| Club                      | Titres | Années                             | Finaliste |
| ------------------------- | ------ | ---------------------------------- | --------- |
| AS Fílippos Véria         | 6      | 1985, 1991, 1992, 2003, 2007, 2016 | 3         |
| Ionikós de Néa Filadélfia | 5      | 1986, 1987, 1988, 1989, 1993       | 4         |
| ASE Douka                 | 4      | 1998, 1999, 2008, 2010             | 7         |
| AEK Athènes               | 4      | 2009, 2013, 2014, 2021             | 6         |
| PAOK Salonique            | 4      | 2012, 2015, 2017, 2024             | 2         |
| Panellínios Athènes       | 3      | 2000, 2001, 2002                   | 4         |
| Athinaïkós                | 3      | 1997, 2005, 2006                   | 3         |
| Olympiakos Le Pirée       | 3      | 2018, 2019, 2023                   | 0         |
| Archélaos Katerini        | 2      | 1990, 1994                         | 4         |
| ESN Vrilissia             | 2      | 1996, 2011                         | 2         |
| Byzantin AC (en)          | 2      | 1983, 1984                         | 0         |
| GAS Kilkis                | 1      | 2004                               | 2         |
| AS Xini                   | 1      | 1995                               | 1         |
| AESH Pylaia Salonique     | 1      | 2022                               | 0         |
| AC Diomidis Argous        | 0      | -                                  | 2         |
| Néa Elvetia               | 0      | -                                  | 1         |
| GE Véria                  | 0      | -                                  | 1         |
| Total                     | 41     | 1983-2022                          | 42        |

## Supercoupe
| Anee | Vainqueur du Championnat  | Score   | Vainqueur de la Coupe de Grèce |
| ---- | ------------------------- | ------- | ------------------------------ |
| 1999 | Ionikós de Néa Filadélfia | 26 – 20 | ASE Douka                      |
| 2022 | Olympiakos Le Pirée       | 30 – 24 | AESH Pylaia Salonique          |
| 2023 | Olympiakos Le Pirée       | 26 – 25 | AEK Athènes                    |